# Rówek
Rówek (deutsch Klein Rowe) ist ein sehr kleines Dorf im Nordwesten der polnischen Woiwodschaft Pommern, Landgemeinde Ustka (Stolpmünde) im Powiat Słupski (Kreis Stolp).

## Geografische Lage
Rówek liegt nordöstlich von  Rowy am gegenüberliegenden Ufer der Lupow (Łupawa), die hier – aus dem Garder See (Jezioro Gardno) fließend – in die Ostsee mündet. Das Dorf ist über eine Nebenstraße zu erreichen, die von Objazda (Wobesde) kommend auf die Landzunge zwischen Ostsee und dem Binnensee führt. 

## Geschichte
Geschichtlich ist Klein Rowe mit dem Nachbarort Rowe (heute polnisch: Rowy) aufs Engste verbunden. Bis 1945 war Klein Rowe ein Ortsteil von Rowe und gehörte zum Amts- und Standesamtsbezirk Wobesde (Objazda) im Landkreis Stolp im Regierungsbezirk Köslin der preußischen Provinz Pommern.
1945 wurde Klein Rowe unter der Bezeichnung Rówek polnisch und ist heute Teil der Gmina Ustka im Powiat Słupski in der Woiwodschaft Pommern (1975 bis 1998 Woiwodschaft Słupsk). Rówek ist eingegliedert in das Schulzenamt Rowy in geschichtlicher Kontinuität der Zeit vor 1945.

## Kirche
Bis 1945 gehörte Klein Rowe kirchlich zum evangelischen Kirchspiel Rowe (Rowy) und lag im Kirchenkreis Stolp-Altstadt im Ostsprengel der Kirchenprovinz Pommern der Kirche der Altpreußischen Union.
Nach 1945 wurde der – nun katholische – Pfarrsitz von Rowy nach Objazda (Wobesde) verlegt. Die Zugehörigkeit von Rówek zu Rowy blieb bestehen, doch wurde die Kirche von Rowy jetzt Filialkirche von Objazda. Die Pfarrei Objazda wurde Teil des Dekanats Główczyce (Glowitz) im Bistum Pelplin der Katholischen Kirche in Polen. Hier lebende evangelische Kirchenmitglieder sind nunmehr in die Kreuzkirchengemeinde in Słupsk in der Diözese Pommern-Großpolen der Evangelisch-Augsburgischen Kirche in Polen eingegliedert.

## Schule
Schulisch gehörte Klein Rowe bis 1945 zu Rowe.